# James Reeb
James Reeb (født 1. januar 1927, død 11. marts 1965) var en amerikansk hvid Unitarpræst fra Boston i Massachusetts som døde under en borgerretsmarch i Selma i Alabama. Reeb blev tævet ihjel af tilhængere af raceopdeling.
Reeb var født i Wichita i Kansan. Som præst i unitar-bevægelsen var han aktiv i den amerikanske borgerrettighedsbevægelse og opfordrede sine sognebørn til at deltage. Han boede sammen med sin kone og deres fire børn i kvarterer befolket af fattige farvede, hvor han følte han kunne gøre mest gavn. Indtil et par måneder før sin død havde han været hjælpepræst i unitarkirken All Souls Church i Washington D.C..
Som medlem af Southern Christian Leadership Conference (SCLC), deltog Reeb i protestmacherne fra Selma til Montgomery i 1965. Mens han var i Selma blev han den 9. marts overfaldet af en gruppe hvide  bevæbnet med køller. De tildelte ham alvorlige skader i hovedet, der var så alvorlige at han to dage senere døde på et hospital i Birmingham. Hans død medførte national opstandelse over hvide racisters adfærd i sydstaterne. Nogle blev tilligemed indignerede over at der skulle en hvid mands død til at fremkalde den nationale afstandtagen. Til sammenligning førte Jimmie Lee Jacksons død ved skud fra politiet to uger tidligere ikke til nær den samme opmærksomhed.
Præsident Lyndon B. Johnson kaldte hændelserne i Selma "en amerikansk tragedie", som skulle forstærke folks vilje til at "indføre fuld, lige og præcis justits til hele vort folk." Johnsons lovforslag om vælgerrettigheder blev forelagt kongressen mandagen efter Reebs død.
Menigheden James Reeb Unitarian Universalist Congregation i Madison i Wisconsin er opkaldt efter James Reeb.